# Zombodze
Zombodze es un tinkhundla situado en el distrito de Shishelweni de unos 17000 habitantes. El rey Mswati III le confirió el título de villa real.